# Christine Mboma
Christine Katiku Mboma (ur. 22 maja 2003 w Divundu) – namibijska lekkoatletka specjalizująca się w biegach sprinterskich.
Wychowała się w wiosce Shinyungwe w regionie Okawango Wschodnie. Jako dziecko została porzucona przez ojca, a jej matka zmarła w 2016 podczas porodu. Lekkoatletykę uprawia od 2017.
W lipcu 2019 zdobyła brązowy medal w biegu na 800 metrów podczas mistrzostw Afryki Południowej w Moce na Mauritiusie. W listopadzie 2020 triumfowała na tym dystansie podczas mistrzostw Namibii w Windhuku.
27 marca 2021 w Oshakati, jako niespełna 18-latka, ustanowiła nowy rekord życiowy w biegu na 400 metrów z czasem 50,97. 11 kwietnia poprawiła ten wynik podczas mityngu w Lusace na 49,24, osiągając wynik lepszy niż dotychczasowy rekord świata juniorów należący od 1991 roku do Grit Breuer. Tydzień później Mboma ponownie poprawiła swój rekord życiowy, biegnąc 400 metrów w czasie 49,22. 7 czerwca 2021 podczas mityngu w Pradze ustanowiła swój najlepszy rezultat w biegu na dwa razy krótszym dystansie (22,67). 30 czerwca wystartowała na memoriale Ireny Szewińskiej w Bydgoszczy, podczas którego przebiegła dystans 400 metrów w czasie 48,45. Wynik ten jest siódmym w tabeli wszech czasów.
W lipcu 2021 Namibijski Narodowy Komitet Olimpijski ogłosił, że Mboma i Beatrice Masilingi nie zostaną dopuszczone do startu w zawodach na 400 m na igrzyskach olimpijskich w Tokio. Ujawniono, że zawodniczki mają naturalnie podwyższony poziom testosteronu, który przekracza normy ustalone przez World Athletics (5 nm/l). Obie zostały dopuszczone jednak do startu na dystansie 200 metrów.
Podczas igrzysk w Tokio Mboma trzykrotnie poprawiała rekord świata juniorów w biegu na 200 metrów i dwukrotnie ustanawiała nowy rekord Afryki. W finale uzyskała czas 21,81 i zdobyła srebrny medal. Została tym samym pierwszą Namibijką, która stanęła na podium olimpijskim.

## Osiągnięcia
| Rok  | Impreza                     | Miejsce    | Konkurencja             | Pozycja    | Wynik |
| ---- | --------------------------- | ---------- | ----------------------- | ---------- | ----- |
| 2021 | Igrzyska olimpijskie        | Tokio      | bieg na 200 metrów      | 2. miejsce | 21,81 |
| 2021 | Mistrzostwa świata juniorów | Nairobi    | bieg na 200 metrów      | 1. miejsce | 21,84 |
| 2021 | Mistrzostwa świata juniorów | Nairobi    | sztafeta 4 × 100 metrów | 2. miejsce | 21,84 |
| 2022 | Igrzyska Wspólnoty Narodów  | Birmingham | bieg na 200 metrów      | 3. miejsce | 22,80 |

## Rekordy życiowe
- bieg na 100 metrów - 10,97 (30 kwietnia 2022, Gaborone) / 10,90w (15 kwietnia 2022, Little Rock)
- bieg na 200 metrów – 21,78 (9 września 2021, Zurych) – rekord Afryki, rekord świata juniorów
- bieg na 400 metrów – 49,22 (17 kwietnia 2021, Windhuk) rekord Namibii